# Beli Kamen (Lučani)
Pour les articles homonymes, voir Beli Kamen.
Brnjac (en serbe cyrillique : Бели Камен) est un village de Serbie situé dans la municipalité de Lučani, district de Moravica. Au recensement de 2011, il comptait 455 habitants.

## Démographie

### Évolution historique de la population
| 1948 | 1953 | 1961 | 1971 | 1981 | 1991 | 2002 | 2011 |
| ---- | ---- | ---- | ---- | ---- | ---- | ---- | ---- |
| 676  | 720  | 745  | 658  | 579  | 543  | 508  | 455  |

|  |